# L'Horizon (film, 1961)
Pour plus de détails, voir Fiche technique et Distribution.
L'Horizon (Горизонт, Gorizont) est un film soviétique réalisé par Iossif Kheifitz, sorti en 1961.

## Fiche technique
- Titre original : Горизонт
- Titre français : L'Horizon[1]
- Réalisation : Iossif Kheifitz
- Scénario : Grigori Baklanov
- Photographie : Vadim Derbeniov, Viktor Karassiov, Alexandre Tchirov
- Musique : Nadejda Simonian
- Pays d'origine : URSS
- Format : Noir et blanc - 35 mm - Mono
- Genre : drame
- Durée : 108 minutes
- Date de sortie : 1961

## Distribution
- Youri Toloubeïev : Andreï Golovanov
- Boris Tchirkov : Likhobaba
- Alexeï Safonov : Sergueï Novoskoltsev
- Svetlana Melkova : Rimma
- Lioudmila Dolgoroukova : Macha
- Valeri Nossik : Micha
- Gueli Syssoïev : Slava
- M. Lvova : Doussia
- Irina Goubanova : Vera
- Viatcheslav Podvig : Jenia
- Nikolaï Sergueïev : Somov
- Tatiana Doronina : Klava
- Maïa Boulgakova : Choura
- Pavel Kachlakov : Nikolaï